# فريد بيري (ملاكم)
فريد بيري (بالإنجليزية: Fred Perry)‏ (2 يناير 1904 – 1981) هو ملاكم من المملكة المتحدة راحل، مثّل بلاده في الألعاب الأولمبية الصيفية 1928.

## روابط خارجية
فريد بيري على موقع أوليمبيديا (الإنجليزية)